# Pawieł Lisicyan
Pawieł Gierasimowicz Lisicyan, ros. Павел Герасимович Лисициан, orm. Պավել Գերասիմի Լիսիցյան (ur. 24 października?/6 listopada 1911 we Władykaukazie, zm. 6 lipca 2004 w Moskwie) – radziecki śpiewak operowy pochodzenia ormiańskiego, baryton.

## Życiorys
Jako dziecko śpiewał w chórze cerkiewnym i uczył się gry na wiolonczeli, później wyjechał do Leningradu, gdzie początkowo pracował jako robotnik w fabryce. W latach 1932–1933 odbył w Leningradzie studia wokalne i w 1935 roku debiutował jako śpiewak w tamtejszym Państwowym Teatrze Opery i Baletu, z którym związany był do 1937 roku. Od 1937 do 1940 roku był członkiem zespołu opery w Erywaniu. W latach 1940–1966 był solistą Teatru Bolszoj w Moskwie. Gościnnie występował na scenach europejskich, a także w Indiach i Japonii. W 1960 roku rolą Amonasra w Aidzie Giuseppe Verdiego debiutował na scenie nowojorskiej Metropolitan Opera. Od 1967 do 1973 roku był wykładowcą konserwatorium w Erywaniu.
Do jego popisowych ról należały Amonasro w Aidzie, Escamillo w Carmen, Janusz w Halce i partia tytułowa w Eugeniuszu Onieginie.